# توماس پالک
توماس پالک (انگلیسی: Thomas Pollock; ۱ اوت ۱۹۲۵ – ۱۷ اوت ۱۹۹۴) بازیکن هاکی روی یخ اهل کانادا بود.